# Centralni indoarijski jezici
Centralni indoarijski jezici, jezici centralne zone indoarijskih jezika koji se govore na područjima Indije (Bhilski jezici), Pakistana i Nepala, i čiji su najzapadniji predstavnici romski jezici na području Balkana i u još nekim europskim zemljama
Jezici centralne zone podijeljeni su u nekoliko podskupina koje obuhvaćaju ukupno 76 priznatih individualnih jezika, to su:
a) bhilski jezici u Indiji, ukupno (19).
b) Dom (1), s jezikom domari u Iranu.
c) gudžaratski jezici (9), u Indiji i Pakistanu.
d) Khandesi (3) jezika u Indiji.
e) Pandžapski, (1), istočnopandžapski.
f) Radžastanski jezici (18). Sastoji se od 10 marwarskih i 8 neklasificiranih jezika.
g) Romski jezici  (7), s trui uže podskupine.
h) Zapadnohinduski jezici,  (12) s bundelskom i hindustanskom podskupinom i 7 neklasificiranih jezika.
i) jezik powari [pwr], Indija.
j) neklasificiranih (5) jezika: mewati [wtm] (Indija); parya [paq] (Tadžikistan); sonha [soi] (Nepal); dangaura tharu [thl] (Nepal); kathoriya tharu [tkt] (Nepal).

## Vanjske poveznice
- Ethnologue (14th)
- Ethnologue (15th)